# Unterseeboot UB-25
Pour les autres navires du même nom, voir Unterseeboot 25.
L'Unterseeboot UB-25 est un sous-marin (U-Boot) allemand de type UB II utilisé par la Kaiserliche Marine pendant la Première Guerre mondiale. Le sous-marin a été commandé le 30 avril 1915 et lancé le 9 octobre 1915. Il a été mis en service dans la marine impériale allemande le 11 décembre 1915. Le sous-marin a été perdu lors d’une collision avec le SMS V26 dans le port de Kiel le 17 mars 1917. Il a été renfloué le 22 mars 1917 par le navire de sauvetage SMS Vulkan et a servi de bateau d’entraînement jusqu’à ce qu’il se rende aux Alliés le 26 novembre 1918 à Harwich, conformément aux exigences de l’armistice avec l’Allemagne. Il a été vendu par l’Amirauté britannique à George Cohen le 3 mars 1919 pour 750 £ (sans compter ses moteurs), et a été démoli à Canning Town.

## Conception
Sous-marin de type UB II, l'UB-25 avait un déplacement de 265 tonnes en surface et de 291 tonnes en immersion. Il avait une longueur hors tout de 36,13 m, une largeur de 4,36 m et un tirant d'eau de 3,66 m. Le sous-marin était propulsé par deux moteurs Diesel Benz à six cylindres à quatre temps produisant 267 chevaux (196 kW), un moteur électrique Siemens-Schuckert produisant 280 chevaux (210 kW) et un arbre d'hélice. Il était capable d’opérer à une profondeur allant jusqu’à 50 mètres.
La vitesse maximale du sous-marin était de 5,72 nœuds (10,59 km/h) en immersion et de 8,90 nœuds (16,48 km/h) en surface. Lorsqu’il était immergé, il pouvait opérer sur 45 milles marins (83 km) à 4 nœuds (7,4 km/h). En surface, il pouvait parcourir 7200 milles marins (13300 km) à 5 nœuds (9,3 km/h). L'UB-25 était armé de deux tubes lance-torpilles de 500 mm à l’avant, de quatre torpilles et d’un canon de pont SK L/40 de 50 mm. Il avait un effectif de vingt-et-un membres d’équipage et deux officiers, et un temps de plongée de trente secondes.

## Commandants
- Oblt.z.S. Hans Nieland[4] : du 11 au 24 décembre 1915